# David Jeremiah
David Elmer Jeremiah (ur. 25 lutego 1934 w Portland, zm. 7 października 2013 w Bethesda) – admirał United States Navy, uczestnik wojny wietnamskiej, dowódca Floty Pacyfiku (1987–1990), zastępca przewodniczącego Kolegium Połączonych Szefów Sztabów (1990–1994), p.o. przewodniczącego Kolegium Połączonych Szefów Sztabów (1993).

## Edukacja
- Licencjat (BA) w dziedzinie zarządzenia – Uniwersytet Oregonu w Eugene
- Magisterium (MA) w dziedzinie finansów – Uniwersytet Jerzego Waszyngtona w Waszyngtonie
- Armed Forces Staff College w Norfolk

## Odznaczenia
- Medal Departamentu Obrony za Wybitną Służbę
- Medal Marynarki Wojennej za Wybitną Służbę – pięciokrotnie
- Medal Sił Lądowych za Wybitną Służbę
- Medal Sił Powietrznych za Wybitną Służbę
- Medal Straży Wybrzeża za Wybitną Służbę
- Legia Zasługi – dwukrotnie
- Medal za Chwalebną Służbę – dwukrotnie
- Medal za Osiągnięcie z odznaką waleczności
- Presidential Citizens Medal
- Navy Unit Commendation – dwukrotnie
- Navy Meritorious Unit Commendation – dwukrotnie
- Navy Expeditionary Medal
- National Defense Service Medal
- Vietnam Service Medal – czterokrotnie
- Navy Sea Service Deployment Ribbon – trzykrotnie
- Honorowy Oficer Orderu Australii (Australia)
- Wielka Wstęga Orderu Wschodzącego Słońca (Japonia)
- Order Zasługi dla Bezpieczeństa Narodowego I klasy (Korea Południowa)
- Order Zasługi dla Bezpieczeństa Narodowego IV klasy (Korea Południowa)
- Order Korony Tajlandii I klasy (Tajlandia)
- Gallantry Cross Unit Citation (Wietnam Południowy)
- Medal „Za kampanię w Wietnamie” (Wietnam Południowy)